# Jean Louis Bonnet
Jean Louis Bonnet (* 9. Januar 1805 in Bursins; † 15. März 1892 in Montpellier) war ein Schweizer reformierter Geistlicher.

## Leben
Jean Louis Bonnet studierte seit 1825 zunächst an der Universität Lausanne, dann an der Universität Basel Evangelische Theologie. 1829 wurde er ordiniert und arbeitete zuerst als Feldprediger für ein Schweizerregiment in Frankreich. 1830 übernahm er eine französische Pfarrstelle in London. Weitere fünf Jahre danach wurde Pfarrer in der französisch-reformierten Gemeinde in Frankfurt am Main; bis 1881, also fast fünfzig Jahre, war er dort tätig. Die Gemeinde erhielt ein eigenes Gesangbuch, an welchem Bonnet beteiligt war. Darüber hinaus übersetzte er eine Bibelbearbeitung von Otto von Gerlach in die Französische Sprache. Als 1846 die Gründungsversammlung der Evangelischen Allianz stattfand, nahm auch Bonnet teil. Er verstarb im Alter von 87 Jahren.

## Werke
- Le NT avec notes explicatives et introductions à chaque livre d'après Otto de Gerlach I (1846)
- L'unité de l'esprit par le lien de la paix. Lettres sur l'Alliance évangélique (1847)
- Le NT avec notes explicatives et introductions à chaque livre d'après Otto de Gerlach II (1855)
- Le NT avec notes explicatives et introductions à chaque livre d'après Otto de Gerlach III (1892)
- Le NT avec notes explicatives et introductions à chaque livre d'après Otto de Gerlach IV (1905)